# Monica Akihary

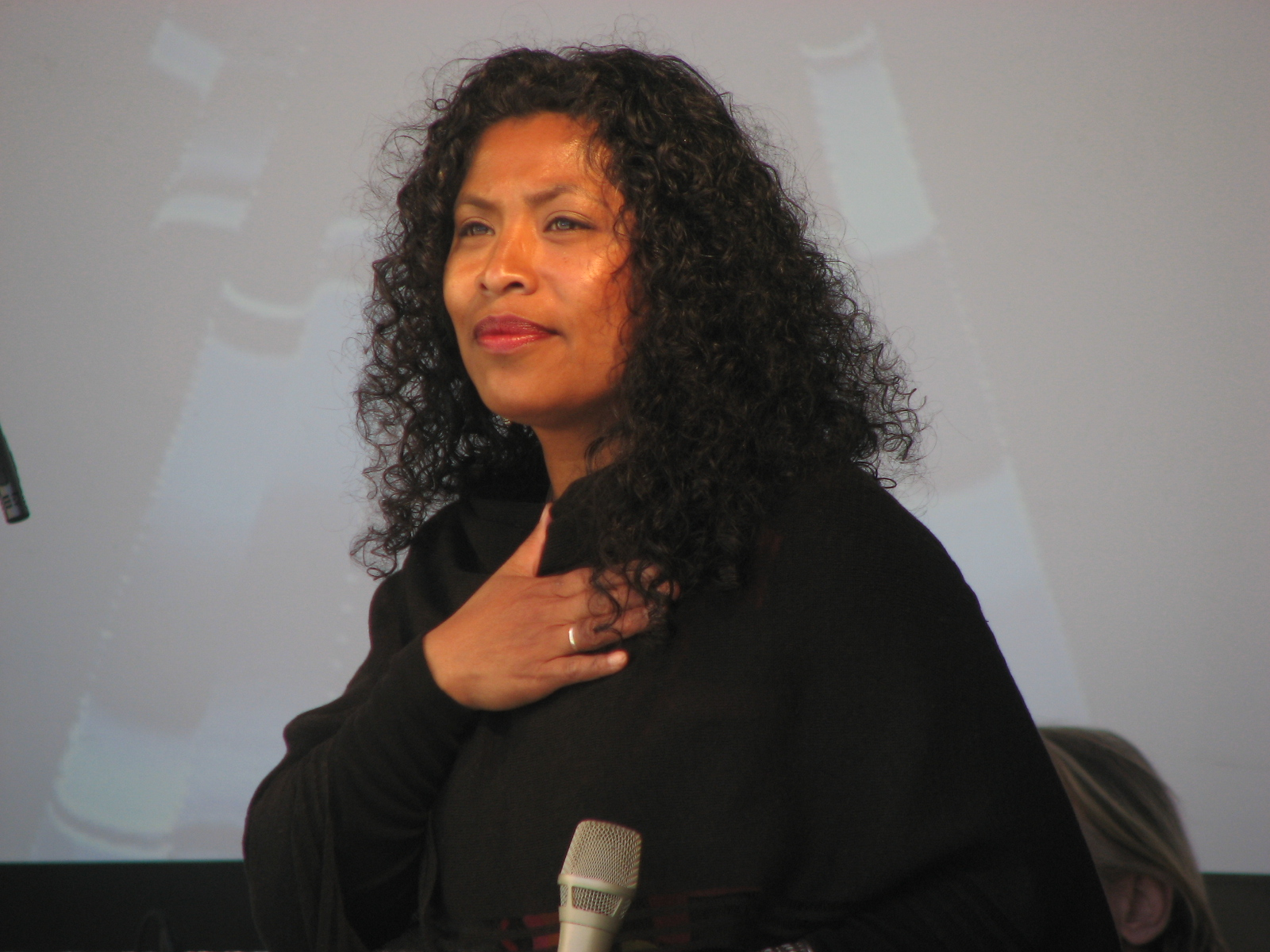
Monica Akihary

Monica Akihary (* 1964 in den Niederlanden) ist eine niederländische Sängerin des World Jazz, die molukkischer Herkunft ist.
Akihary, die mit Liedern der Heimat ihrer Eltern aufwuchs, erkannte während ihres Bildhauer-Studiums an den Kunsthochschulen in Amsterdam und Yogyakarta die Gamelan-Wurzeln die Musikkultur der Molukken und ihre südindischen und arabischen Einflüsse und interpretierte sie als eine besondere Form von Weltmusik. 1995 gründete sie gemeinsam mit ihrem Mann, dem niederländischen Gitarristen Niels Brouwer, das Duo Boi Akih, das in den nächsten Jahren um Jazzmusiker wie Ernst Reijseger, Sean Bergin, Wolter Wierbos oder Ernst Glerum und den indischen Perkussionisten Sandip Bhattacharya erweitert wurde. 2002 studierte sie in Bangalore karnatische Musik. Die Beschäftigung mit indonesischen Feldaufnahmen aus den 1940er Jahren führte schließlich zum Album Lagu-Lagu. Die Lieder singt Akihary auf Englisch oder bevorzugt in der vom Aussterben bedrohten Sprache Haruku ihres Vaters, die nur in wenigen christlichen Dörfern auf der Insel Haruku verstanden wird.
Akihary hatte erfolgreiche Auftritte auf dem North Sea Jazz Festival und wurde von der Zeitung De Volkskrant als eine der besten niederländischen Jazzsängerinnen gewürdigt. In den letzten Jahren war Akihary mit Boi Akih auch mehrfach im südostasiatischen Raum auf Tournee.

## Diskographische Hinweise
- Boi Akih (Invitation Records / EMI 1997)
- Above the Clouds, Among the Roots (A-Records, 2000)
- Uwa I (Enja, 2003)
- Lagu Lagu (2005)
- Yalelol (Enja, 2007)
- Circles in a Square Society (2011)
- Liquid Songs (Bromo, 2016)
- Lagu Lagu 2 (Bromo, 2017)
- Storyteller (Bromo, 2020)
- From and to Infinity (2023)